# Audi 100 C2
Audi 100 C2 — друге покоління автомобіля бізнес-класу Audi 100, що вироблялись компанією Audi з 1976 по 1983 рр.
Всього виготовлено 988 581 автомобілів, в тому числі 100: 887 647, 100 Avant: 49 652 та 200: 51 282.

## Опис

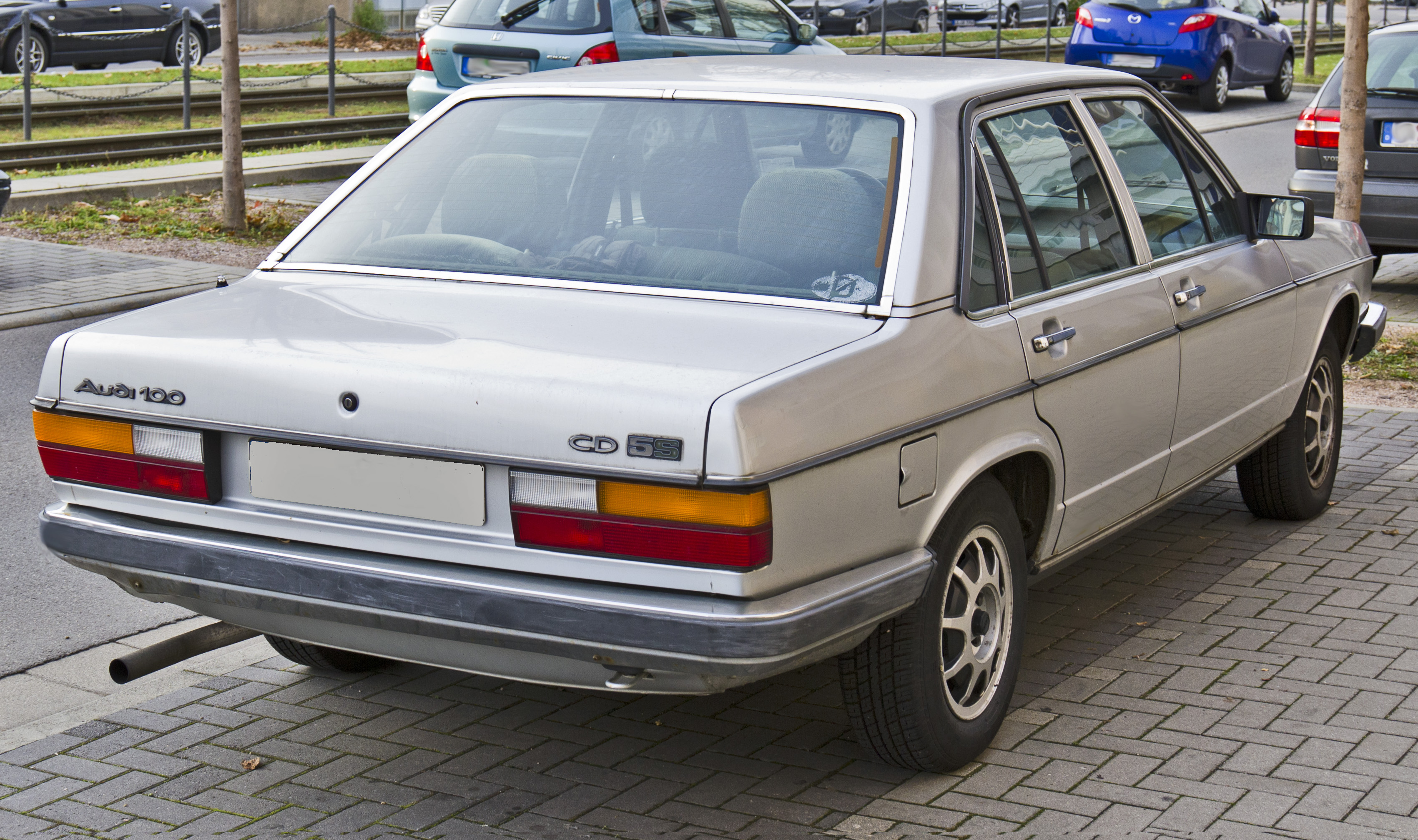
Audi 100 C2

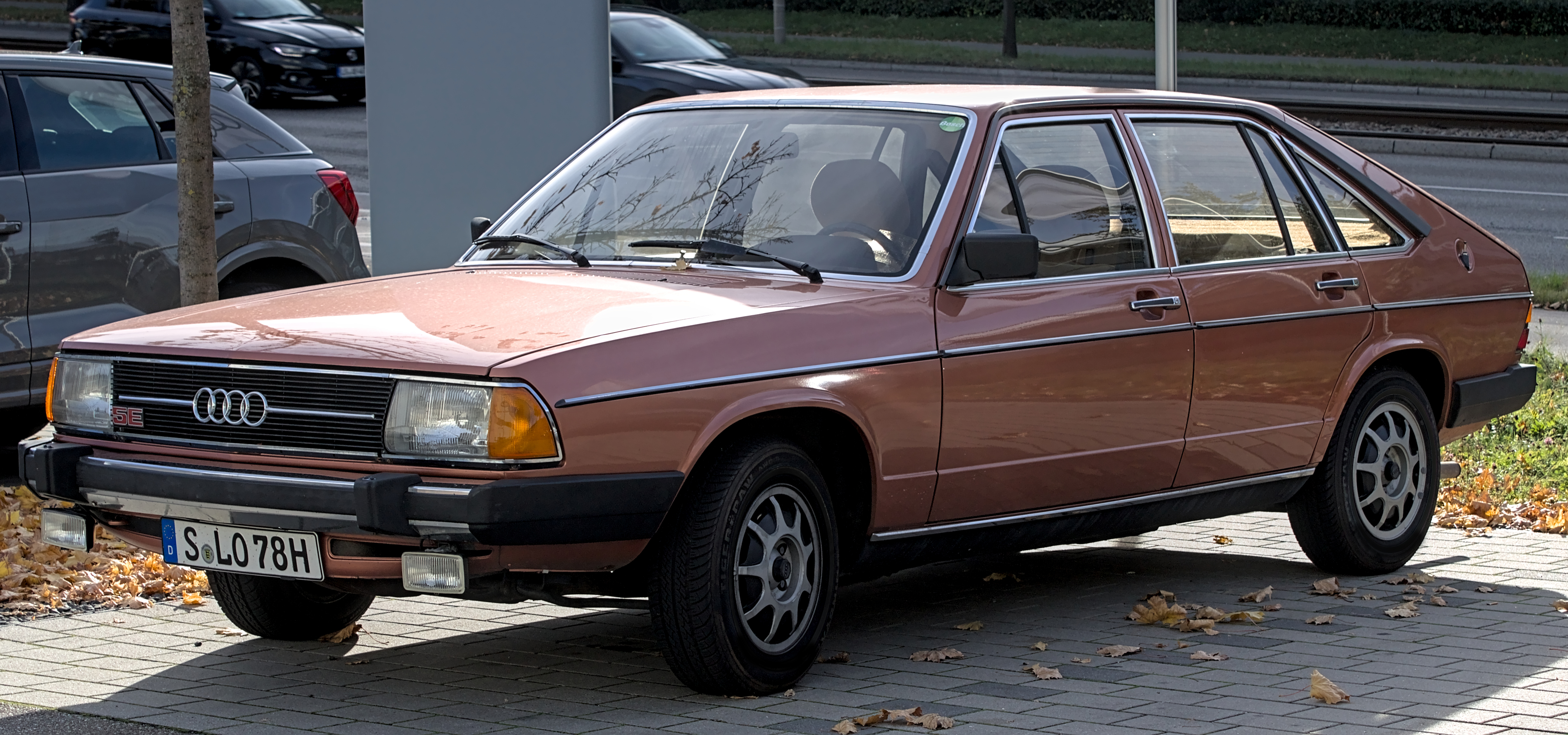
Audi 100 C2 Avant

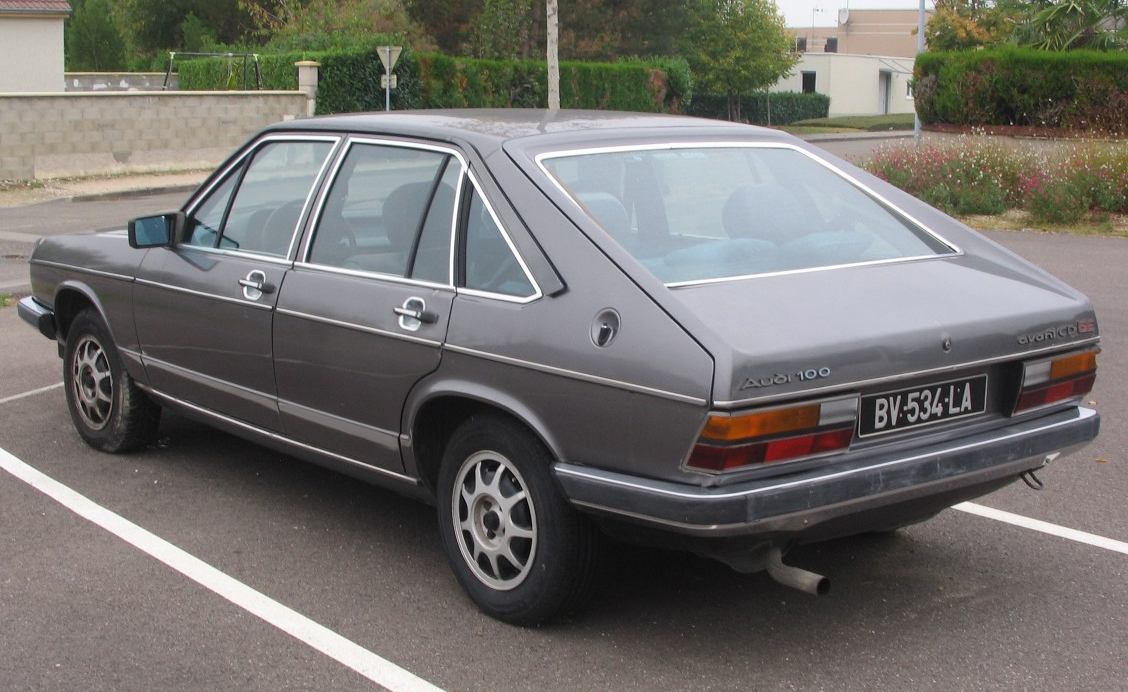
Audi 100 Avant CD 5E

Audi 100 C2 була випущена в 1976 році з оновленим дизайном і рідкісним 5-циліндровим двигуном (перший бензиновий 5-циліндровий двигун в світі - Mercedes-Benz, показаний в 1974 році з 3-літровим 5-циліндровим дизельним двигуном в Mercedes-Benz C111). Спочатку це був двигун з ефективною потужністю 136 к.с. (100 кВт), що пропонує «6-циліндрову міць і 4-циліндричну економію», пізніше оновлений до 100 к.с. (74 кВт). Дизайн моделі був натхненний контурами автомобіля NSU Ro 80.
Купе було знято з виробництва, але 5-дверний хетчбек Audi 100 Avant був випущений в серпні 1977 роки як частина цього покоління. 2- і 4-дверний седани і раніше випускалися. Audi 200 C2 в кузові Avant не випускають. У 1978 році на Паризькому автосалоні Audi представила Audi 100 з 5-циліндровим дизельним двигуном. У 1979 році Audi випускає Audi 200 - автомобіль, по суті, представляє собою Audi 100, але в більш дорогій базовій комплектації.
У 1980 році був незначно оновлений дизайн автомобіля. Був збільшений розмір ліхтарів, а також перероблений внутрішній інтер'єр. У 1981 модельному році з'являється варіант CS (з переднім спойлером і колісними дисками з легкого сплаву), в цьому ж році з'являється новий 5-циліндровий двигун, об'ємом 1,9 л. Через схильності до корозії зараз цей автомобіль стає все більш рідкісним.
Audi 100-прототип з роторно-поршневим двигуном (потужністю, приблизно, 180 к.с.) був відкинутий в 1977 році після великого і успішного випробування - рентабельність такої моторизації була спірна. 

### Audi 5000 C2
На Північноамериканському ринку автомобіль продавався (1978-1983) під маркою Audi 5000. Всі версії в Америці мали 5-циліндровий двигун, це отримало своє відображення в назві - «5000». Спочатку був доступний двигун потужністю 108 к.с., обладнаний каталізатором. Колірна палітра кузовів менш яскрава, ніж в Європі, а комплектація відповідає європейському варіанту GL, який був дуже мізерний для тодішнього американського ринку. Audi 5000 S має багатшу комплектацію, в тому числі кондиціонер. Моделі з кузовом Avant і 2-дверні седани ніколи не пропонувалися як Audi 5000. У 1979 році виходить Audi 5000 і Audi 5000 S з 5-циліндровим дизельним двигуном, однак вона не могла продаватися в Каліфорнії, так як не відповідала нормам вмісту токсичних речовин в вихлопних газах, встановлені в цьому штаті.
До 1980 модельного року автомобіль Audi 5000 мав подвійні круглі передні фари. У 1980 році задні габаритні фари збільшуються, подвійні передні круглі фари змінюють на прямокутну форму, як в європейських моделях, крім цього змінюється панель приладів.
Audi 5000 була досить успішна в США, всього був продано 133 512 примірників. Цей автомобіль можна побачити у фільмі Стівена Спілберга E.T., а також в серіалі Magnum.

## Двигуни
- 1.6 л I4, 85 к.с. (1976−1982)
- 2.0 л I4, 115 к.с. (1976−1978)
- 1.9 л I5, 100 к.с. (1980−1982)
- 2.1 л I5, 115 к.с. (1978−1982)
- 2.1 л I5, 136 к.с. (1976−1982) (100 і 200)
- 2.1 л I5 turbo, 170 к.с. (1979−1982) (тільки 200)
- 2.0 л I5 Diesel, 70  к.с. (1978−1982)

## Галерея

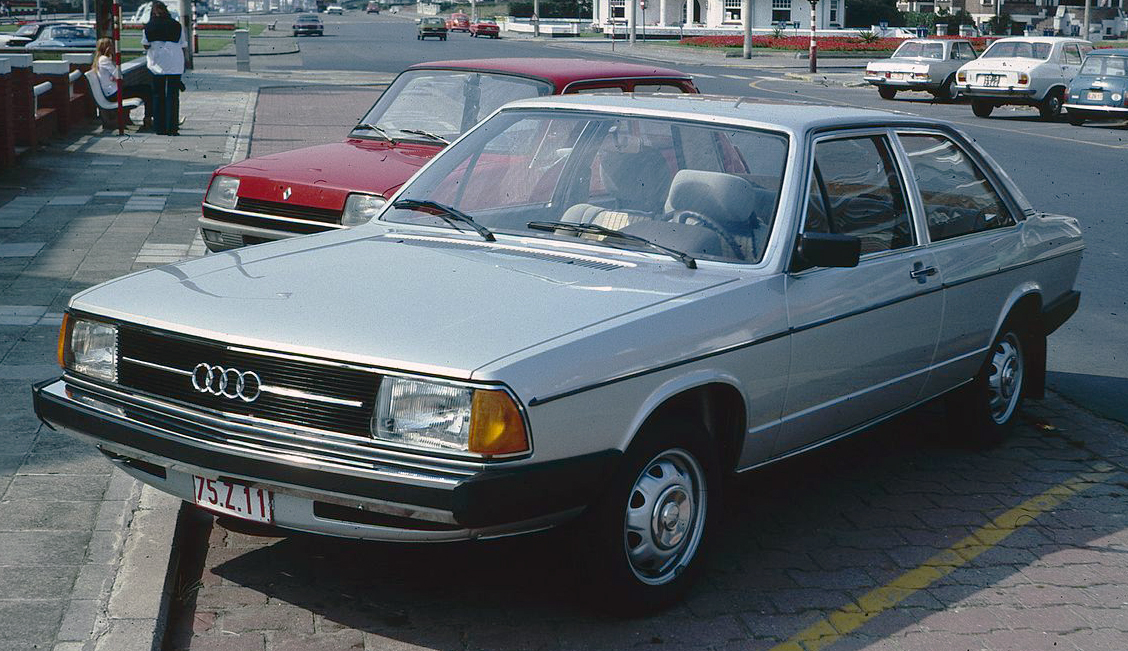
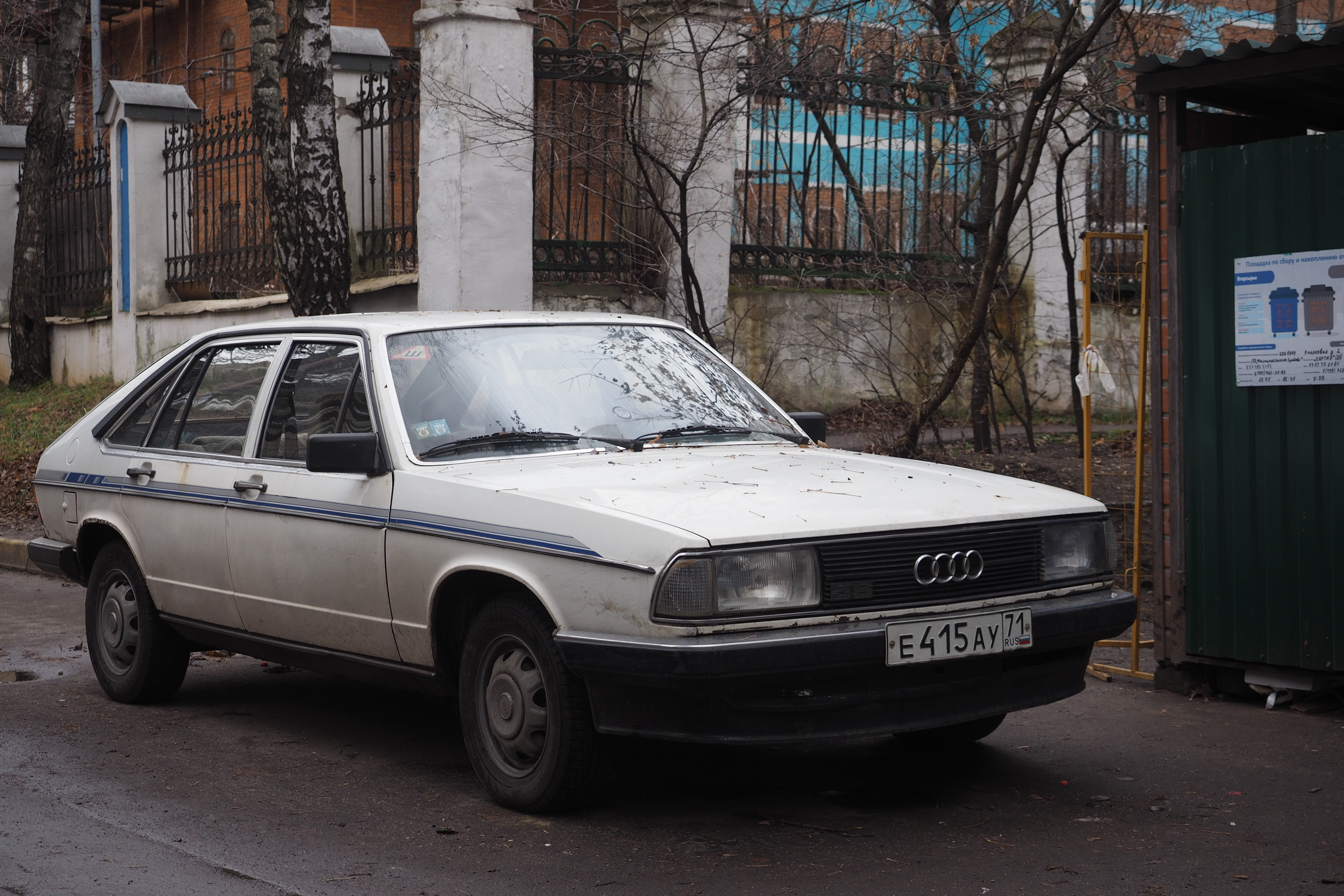
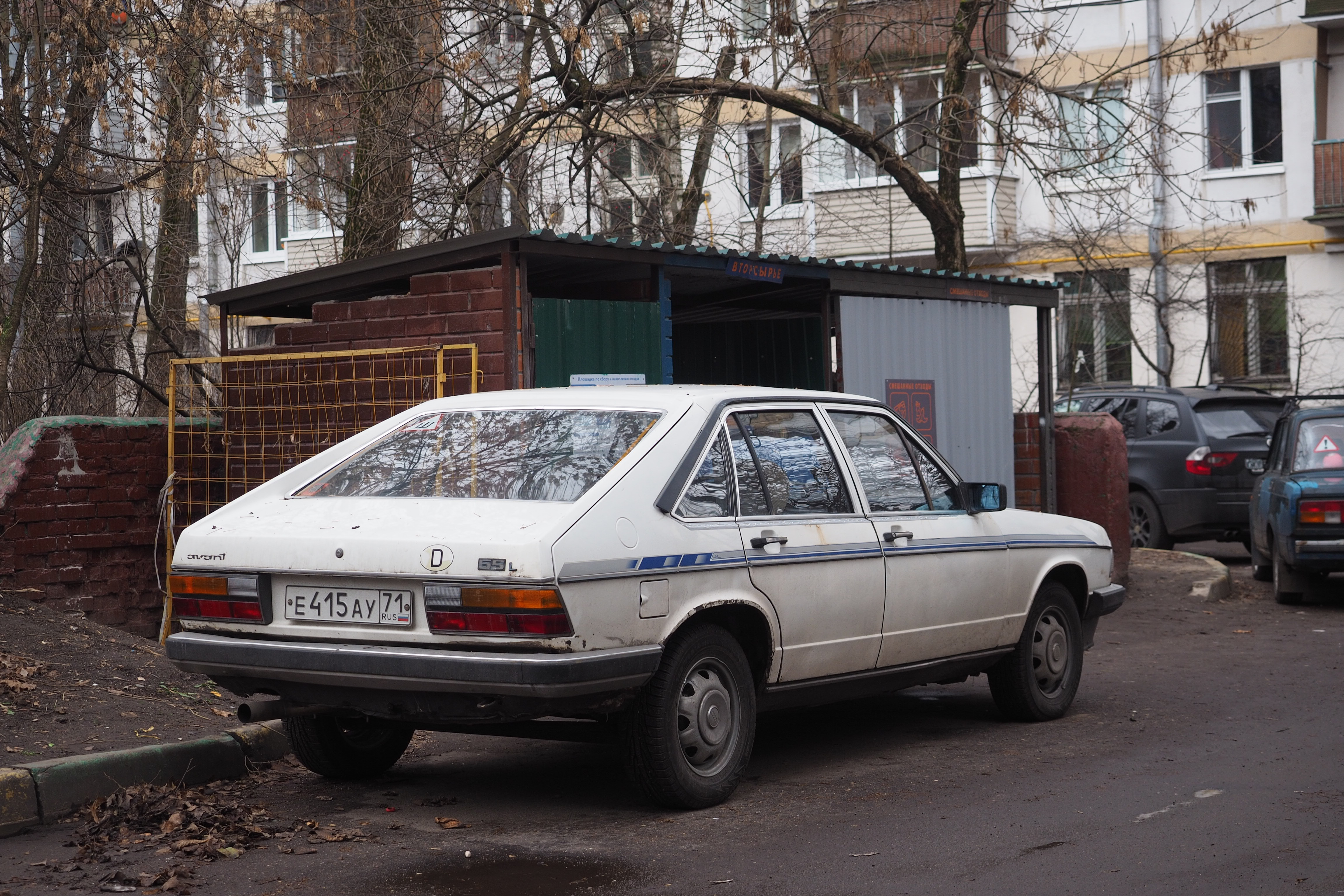
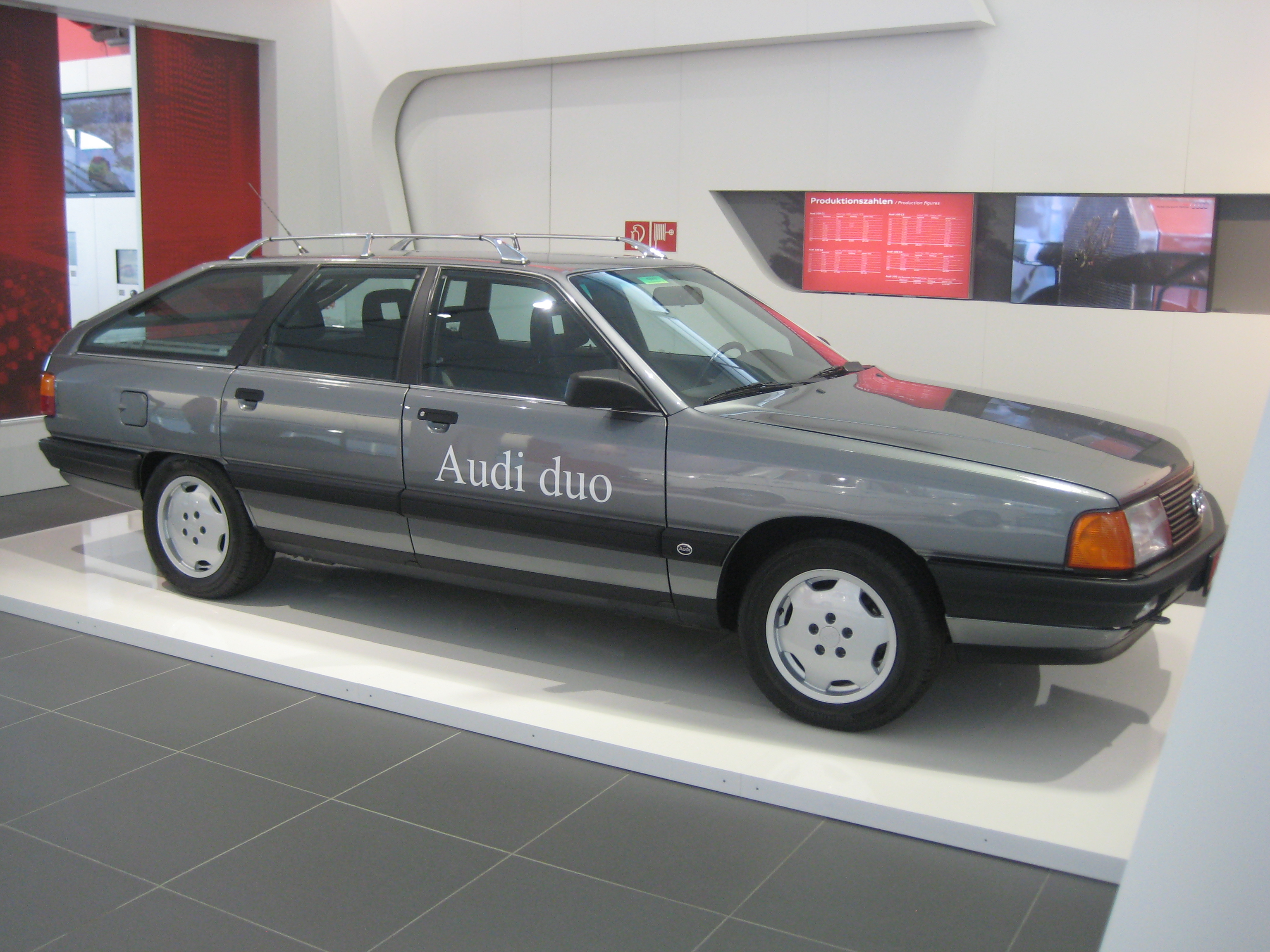
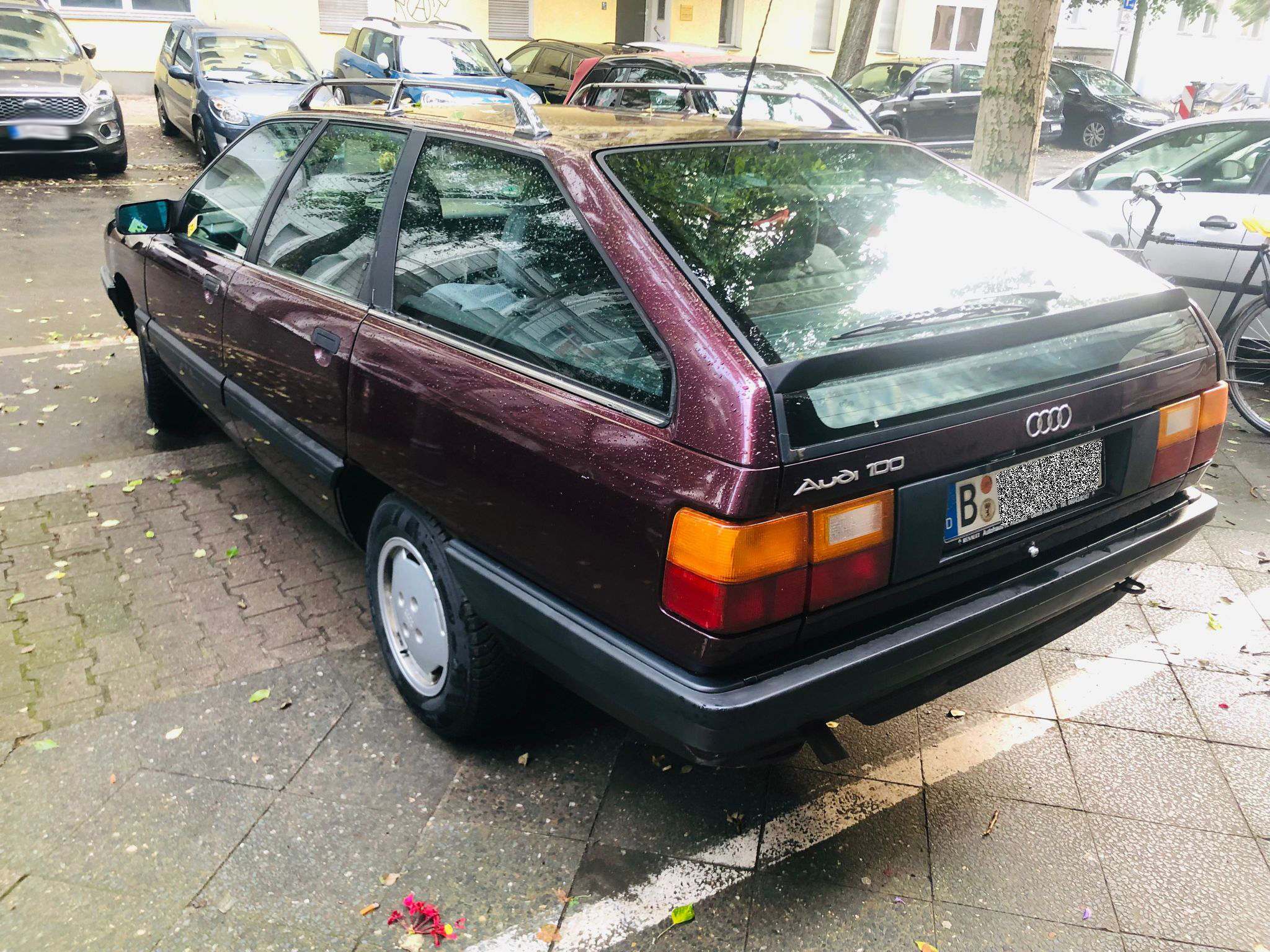